# بيل غراي (لاعب كرة قاعدة)
بيل غراي (بالإنجليزية: Bill Gray)‏ هو لاعب كرة قاعدة أمريكي، ولد في 5 أبريل 1871 في فيلادلفيا في الولايات المتحدة، وتوفي في 8 ديسمبر 1932.

## وصلات خارجية
- بيل غراي على موقع دوري كرة القاعدة الرئيسي (الإنجليزية)
- بيل غراي على موقعبيزبول رفرنس.كوم (الدوري الرئيسي) (الإنجليزية)
- بيل غراي على موقعبيزبول رفرنس.كوم (الدوري الثانوي) (الإنجليزية)
- بيل غراي على موقع مشجعي الرسوم البيانية (الإنجليزية)